# Equação de d'Alembert
Na matemática, a equação de d'Alembert é uma equação diferencial ordinária não linear de primeira ordem, nomeada em homenagem ao matemático francês Jean le Rond d'Alembert. A equação é lida:
{\displaystyle y=xf(p)+g(p)}
onde {\displaystyle p=dy/dx}. Depois de diferenciar uma vez, e rearranjando nós temos
{\displaystyle {\frac {dx}{dp}}+{\frac {xf'(p)+g'(p)}{f(p)-p}}=0}
A equação acima é linear.